# Simulium liliwense
Simulium liliwense är en tvåvingeart som beskrevs av Takaoka 1983. Simulium liliwense ingår i släktet Simulium och familjen knott.
Artens utbredningsområde är Filippinerna. Inga underarter finns listade i Catalogue of Life.